# Ерманов, Шерим Ерманович
Шерим Ерманович Ерманов (1906 год, аул № 5, Туркестанский край, Российская империя — 16 декабря 1987 год) — директор совхоза «Тимурский» Кзылкумского района Чимкентской области, Герой Социалистического Труда (1966).

## Биография
Родился в 1906 году в ауле № 5, Туркестанский край. В 1927 году вступил в ВКП(Б). С 1931 года по 1951 год исполнял различные партийные и хозяйственные должности. В 1952 году был назначен директором совхоза «Тимурский» Кзылкумского района Южно-Казахстанской области.
Благодаря организаторской деятельности Шерима Ерманова, совхоз «Тимурский» достиг значительных успехов в производстве сельскохозяйственной продукции. В 1965 году совхоз вырастил от каждых маток по 133 ягнёнка, 88 телят, 80 жеребят и 66 верблюжат. Совхоз выполнил план в этом году по овцам на 103 %, по крупному рогатому скоту — на 103,5 %, по лошадям — на 111 % и верблюдам — на 197 %. Совхоз сдал государству в 1965 году 9658 центнеров мяса, 232 центнера шерсти. Указом Президиума Верховного Совета СССР от 16 февраля 1948 года «за достигнутые успехи в развитии животноводства, увеличении производства и заготовок мяса, молока, яиц, шерсти и другой продукции» удостоен звания Героя Социалистического Труда с вручением ордена Ленина и золотой медали «Серп и Молот».

## Награды
- Герой Социалистического Труда
- Орден Ленина (1966).
- Орден Трудового Красного Знамени (29.03.1958)
- Орден Отечественной войны 2 степени